# Рощупкин, Степан Петрович
Степан Петрович Рощупкин (1917-1943) — старший сержант Рабоче-крестьянской Красной Армии, участник Великой Отечественной войны, Герой Советского Союза (1943).

## Биография
Степан Рощупкин родился в 1917 году в селе Знаменка (ныне — Горшеченский район Курской области). После окончания неполной средней школы работал в лесхозе. В 1939 году Рощупкин был призван на службу в Рабоче-крестьянскую Красную Армию. С мая 1942 года — на фронтах Великой Отечественной войны.
К сентябрю 1943 года старший сержант Степан Рощупкин командовал взводом 142-го отдельного истребительно-противотанкового дивизиона 74-й стрелковой дивизии 13-й армии Центрального фронта. Отличился во время битвы за Днепр. 22 сентября 1943 года взвод Рощупкина переправился через Днепр в районе населённого пункта Навозы к северу от Киева и принял активное участие в боях за захват и удержание плацдарма на его западном берегу, уничтожив большое количество огневых точек. 4 октября 1943 года Рощупкин погиб в бою. Похоронен в братской могиле в селе Кривая Гора Иванковского района Киевской области Украины.
Указом Президиума Верховного Совета СССР от 16 октября 1943 года старший сержант Степан Рощупкин посмертно был удостоен высокого звания Героя Советского Союза. Также был награждён орденом Ленина и медалью.
В честь Рощупкина названа улица в селе Зимовище Иванковского района.Мемориальные доски Герою установлены на Аллее Героев в городе Чернобыль Киевской области и на здании школы на его родине в селе Знаменка.